# Любовь моя печаль
Любовь моя печаль — студийный альбом группы «Рада и Терновник», изданный в 1999 году. Представляет собой эксперимент группы в стиле трип-хоп.

## Список композиций
Все тексты написаны Радой Анчевской.
| №  | Название                   | Длительность |
| -- | -------------------------- | ------------ |
| 1. | «Ты будешь танцевать»      | 5:43         |
| 2. | «Любовь моя печаль»        | 4:43         |
| 3. | «Мы сегодня словно птицы»  | 4:04         |
| 4. | «Сестра моя»               | 2:53         |
| 5. | «Не повторяй»              | 7:30         |
| 6. | «Где-то сказки были»       | 2:19         |
| 7. | «Роза герань резеда»       | 6:36         |
| 8. | «Всё возвращается обратно» | 3:57         |
| 9. | «Выворотка»                | 5:06         |

## Участники записи
- Рада Анчевская — вокал